# Det finns ett hem dit stormens brus
Det finns ett hem dit stormens brus är en psalmtext.

## Publicerad i
- Sions Sånger 1951 som nr 24
- Sions Sånger 1981 som nr 208 (i kapitlet "Längtan till hemlandet").
- Sions Sånger och Psalmer nr 38